# Hans Fischer (Ingenieur)
Hans Fischer (* 8. August 1956 in Nijmegen) ist ein niederländischer Ingenieur und Stahlmanager.

## Leben
Fischer studierte nach dem Abitur 1975 in Nijmegen Maschinenbau an der Hogeschool van Arnhem en Nijmegen und darauf Maschinenbau mit Vertiefungsfach Automobiltechnik an der Technischen Universität Eindhoven mit Abschluss 1985 als Diplom-Ingenieur. 
Anschließend begann er seine Berufslaufbahn als Projektleiter in der Neubauabteilung der Hoogovens Staal BV in IJmuiden. Dort war er am Umbau und der Modernisierung der Kaltwalz-Tandemstraße beteiligt. 1989 wurde er Leiter der Technologieabteilung Kaltwalzwerk und 1992 Produktionsleiter des Kaltwalzwerks. Dazu kam 1995 die Leitung des Warmwalzwerks. 1996 wurde er als Werksleiter verantwortlich für die gesamte Warmflachproduktion und dazu auch für die Marktentwicklung in den USA. 2000 wechselte er in den Bereich Stahlwerk.
2001 ging Fischer als Technischer Geschäftsführer zur Salzgitter Flachstahl GmbH. 2006 berief ihn der Aufsichtsrat der Salzgitter AG in den Vorstand als Verantwortlicher für den Unternehmensbereich Stahl. 2010 wechselte Fischer zur ThyssenKrupp AG als Bereichsvorstandsvorsitzender für das Business Area Steel Americas mit der Verantwortung für die Produktion, Weiterverarbeitung und Vermarktung in Nord- und Südamerika. 2012 kehrte Fischer nach IJmuiden zurück als Chief Technical Officer der Tata Steel in Europa mit der Verantwortung für Produktion, Technik, Forschung, Entwicklung und Umwelt. Von 2016 bis 2019 war er Chief Executive Officer und Vorstandsmitglied der Tata Steel Europe.
2010 erhielt Fischer die Ehrendoktorwürde der Technischen Universität Clausthal für seine entscheidenden Impulse bei der Entwicklung einer neuen Bandgießtechnologie.
Fischer ist seit 2003 Mitglied des Vorstands des Stahlinstituts VDEh und 2005–2009 Mitglied des Präsidiums und Vorstandes der Wirtschaftsvereinigung Stahl. Seit 2005 ist er Mitglied des Vorstandes der Forschungsvereinigung Stahlanwendung e. V. und seit 2009 dessen Vorsitzender.